# Herb Węgrowa
Herb Węgrowa – jeden z symboli miasta Węgrów w postaci herbu.

## Wygląd i symbolika
Herb przedstawia na żółtej tarczy herbowej wizerunek kroczącego brunatnego niedźwiedzia z uniesioną prawą przednią łapą. Niedźwiedź kroczy w prawą (heraldycznie) stronę. Nad niedźwiedziem trzy czarne rogi myśliwskie (trąby) w srebrnych okuciach, w układzie w roztrój (triskelion), połączone ustnikami. Tarcza herbowa posiada czarną obramówkę.

## Historia
Herb pochodzi z nadania Jana Kazimierza z 1651 roku, wymieniony jest w przywilejach Węgrowa przyznanych miastu przez tego władcę. Trzy trąby w układzie w roztrój pochodzą z Trąby, herbu rodowego długoletnich właścicieli Węgrowa – Radziwiłłów. Herb był używany do czasu rozbiorów Polski; w okresie zaborów zastąpiło go godło państwowe, podobnie jak w innych polskich miastach.
Do herbu powrócono w II Rzeczypospolitej. W latach 30. XX wieku magistrat Węgrowa wydał znaczki opłaty skarbowej z błędnym wizerunkiem węgrowskiego herbu – niedźwiedź miał na nim uniesioną lewą łapę, zamiast prawej. Błąd ten powielono również w herbarzach i innych wydawnictwach, między innymi w pracy "Miasta polskie w tysiącleciu".
Wzór herbu Węgrowa, zgodnego z tradycją historyczną, ustaliła Rada Miasta uchwałą nr XVII/118/95 z 15 listopada 1995.